# Premio Caine
Il Premio Caine per la letteratura africana (Caine Prize for African Writing) è un premio letterario britannico assegnato al miglior racconto di scrittore africano scritto in lingua inglese.
Istituito nel 2000 in memoria di Michael Harris Caine, allora presidente del Booker Group, si propone di promuovere la diffusione di opere di autori africani anglofoni.
Destinato ad un racconto della lunghezza compresa tra le 3000 e le 10000 parole, è attualmente amministrato dalla AKO Foundation.
Il vincitore riceve un premio di 10000 sterline, mentre ad ogni finalista ne vanno 500.

## Albo d'oro[7]
| Anno | Autore                             | Opera                                       | Nazione   |
| ---- | ---------------------------------- | ------------------------------------------- | --------- |
| 2000 | Leila Aboulela                     | The Museum                                  | Sudan     |
| 2001 | Helon Habila                       | Love Poems                                  | Nigeria   |
| 2002 | Binyavanga Wainaina                | Discovering Home                            | Kenya     |
| 2003 | Yvonne Adhiambo Owuor              | Weight of Whispers                          | Kenya     |
| 2004 | Brian Chikwava                     | Seventh Street Alchemy                      | Zimbabwe  |
| 2005 | S. A. Afolabi                      | Monday Morning                              | Nigeria   |
| 2006 | Mary Watson                        | Jungfrau                                    | Sudafrica |
| 2007 | Monica Arac de Nyeko               | Jambula Tree                                | Uganda    |
| 2008 | Henrietta Rose-Innes               | Poison                                      | Sudafrica |
| 2009 | E. C. Osondu                       | Waiting                                     | Nigeria   |
| 2010 | Olufemi Terry                      | Stickfighting Days                          | Galles    |
| 2011 | NoViolet Bulawayo                  | Hitting Budapest                            | Zimbabwe  |
| 2012 | Rotimi Babatunde                   | Bombay's Republic                           | Nigeria   |
| 2013 | Tope Folarin                       | Miracle                                     | Nigeria   |
| 2014 | Okwiri Oduor                       | My Father’s Head                            | Kenya     |
| 2015 | Namwali Serpell                    | The Sack                                    | Zambia    |
| 2016 | Lidudumalingani Mqombothi          | Memories We Lost                            | Sudafrica |
| 2017 | Bushra al-Fadil                    | The Story of the Girl Whose Birds Flew Away | Sudan     |
| 2018 | Makena Onjerika                    | Fanta Blackcurrant                          | Kenya     |
| 2019 | Lesley Nneka Arimah                | Skinned                                     | Nigeria   |
| 2020 | Irenosen Okojie                    | Grace Jones                                 | Nigeria   |
| 2021 | Meron Hadero                       | The Street Sweep                            | Etiopia   |
| 2022 | Idza Luhumyo                       | Five Years Next Sunday                      | Kenya     |
| 2023 | Mame Bougouma Diene e Woppa Diallo | A Soul of Small Places                      | Senegal   |
| 2024 | Nadia Davids                       | Bridling                                    | Sudafrica |